# 李嗣元
李嗣元（1822年2月4日—1858年），字元之，號春甫，行四，四川重慶府江津縣人，道光二十三年癸卯科四川舉人，道光三十年庚戌科進士，官刑部主事。分發雲南，捐升知府試用同知，咸豐八年陣亡於云南回变。為曾國藩賞識，有詩〈贈李生〉。